# Pengampelan
Pengampelan is een bestuurslaag in het regentschap Serang van de provincie Banten, Indonesië. Pengampelan telt 8190 inwoners (volkstelling 2010).